# Saniwa
Il saniwa (gen. Saniwa) è un rettile fossile, vissuto principalmente durante l'Eocene (tra 50 e 40 milioni di anni fa). Esemplari di saniwa, però, sono noti anche nel Paleocene e nell'Oligocene. Si pensa sia strettamente imparentato con i varani.

## Un antico varano
Di taglia modesta (non superava i sessanta centimetri di lunghezza) il saniwa era molto simile a un varano attuale, ma varie caratteristiche primitive hanno spinto alcuni paleontologi a classificarlo in una famiglia a parte (Saniwidae). In generale, però, il saniwa è considerato un primitivo rappresentante dei varanidi. Con ogni probabilità il saniwa predava piccoli animali, come insetti e altri invertebrati. Tra le specie più note, da ricordare la nordamericana Saniwa ensidens e Saniwa orsmaelensis, rinvenuta in Europa, in Belgio. Altri animali simili al saniwa sono noti a partire dal Cretaceo: Saniwides e Telmasaurus, della Mongolia.

## Migrazioni verso l'Europa
Lo stesso Telmasaurus sembrerebbe essere il più stretto parente di Saniwa, e potrebbe essere stato l'antenato di forme che attraversarono il "ponte" di Bering, migrando così in Nordamerica. Saniwa potrebbe essersi originato in Nordamerica ed essersi diffuso in questo continente, continuando la sua migrazione verso est: vertebre isolate appartenenti a varanidi simili a Saniwa sono state rinvenute nell'isola di Ellesmere. In un periodo di clima tropicale, Saniwa si diffuse in Europa. Nonostante vi siano poche prove basate sui fossili, si suppone che il genere Varanus si separò dal gruppo di Saniwa ancora nel periodo Cretaceo, e migrò attraverso l'Asia fino a raggiungere Africa ed Europa durante il Terziario inferiore.